# Yukarınarlıca, Çatak
Yukarınarlıca là một xã thuộc thành phố Çatak, tỉnh Van, Thổ Nhĩ Kỳ. Dân số thời điểm năm 2011 là 478 người.